# Hamearis fulvior
Hamearis fulvior är en fjärilsart som beskrevs av Rocci 1905. Hamearis fulvior ingår i släktet Hamearis och familjen Riodinidae. Inga underarter finns listade i Catalogue of Life.